# Prager Konservatorium

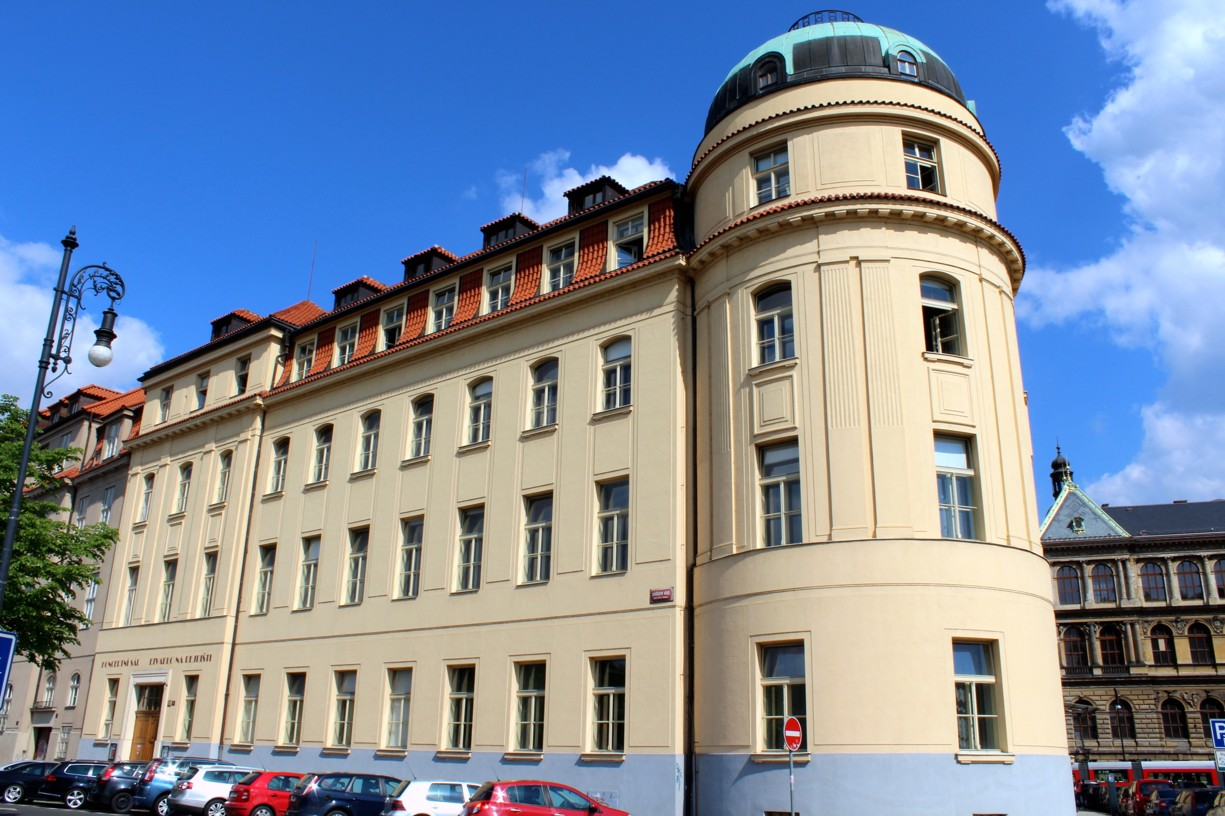
Hauptgebäude des Prager Konservatoriums

Das Prager Konservatorium (tschechisch: Pražská konzervatoř) ist eine tschechische weiterführende Ausbildungsstätte in Prag für Musik und Darstellende Kunst. Das Hauptgebäude befindet sich in der Prager Altstadt.

## Ausbildung
Das Prager Konservatorium bietet Ausbildung im Spiel zahlreicher Musikinstrumente an sowie in klassischem Gesang und Populargesang, Komposition, Dirigieren und Schauspiel. Die Ausbildungsdauer beträgt 4 oder 6 Jahre und das Studium ist mit einem Abitur nach 4 Jahren oder mit einem Staatsexamen nach 6 Jahren abgeschlossen. Der Lehrplan schließt spezialisierte theoretische Studien, Sprachausbildung und allgemeine Ausbildung ein. Die Institution besitzt eigene Sinfonie- und Streichorchester, sowie ein Barockorchester, diverse Kammermusikensembles und eine Schauspielgruppe mit ihrer eigenen Theaterbühne. Jährlich werden etwa 250 Konzerte und 40 Bühnenaufführungen veranstaltet.
2005/06 studierten ungefähr 550 tschechische und 40 ausländische Studenten an dem Konservatorium.

## Geschichte
Das Prager Konservatorium wurde 1808 von örtlichen Aristokraten und Bürgern gegründet. Die ersten Ausbildungsgänge starteten im Jahr 1811, nachdem die Koalitionskriege für eine Verzögerung gesorgt hatten. Friedrich Dionys Weber wurde zum ersten Direktor der Schule ernannt.
1891 trat Antonín Dvořák als Leiter der Abteilung für Komposition in den Lehrkörper ein. Von 1901 bis 1904 war er Direktor der Schule. Zu Dvořáks Studenten gehörten die Komponisten Vítězslav Novák, Josef Suk (der später Direktor des Konservatoriums wurde), Rudolf Friml, Oskar Nedbal und Franz Lehár. Zu den Professoren, die an der Schule lehrten, gehörte auch der Pianist und spätere Konservatoriumsdirektor Vilém Kurz.
Die Liste der Musiker, die an der Schule studierten, umfasst u. a. Jan Hřímalý, Otakar Ševčík, Jan Kubelík, Václav Talich, Karel Ančerl, Rafael Kubelík, Vítězslav Novák, Eugen Suchoň, Bohuslav Martinů (vorzeitig ausgetreten), Jaroslav Ježek, Václav Neumann, Jiří Bělohlávek, Franz Simandl, Václav Smetáček, Rudolf Niedermayer, darüber hinaus der Literat Wolfgang Adolf Gerle und viele andere.
Nach der Gründung der Tschechoslowakei 1918 wurden die Abteilungen für Drama und Ballett errichtet. Unter anderem studierten hier Lída Baarová (vorzeitig ausgetreten), Jiří Langmajer, Tatiana Vilhelmová (vorzeitig ausgetreten), Filip Blažek und Zuzana Vejvodová. Katya Zvelebilova begann ihre klassische Ballettausbildung am Konservatorium, bevor sie in die Royal Ballet School in London eintrat, wo sie jetzt nach ihrem Rückzug vom Berufsballett Mitglied des künstlerischen Personals ist.